# Bell Orchestre
Bell Orchestre est un groupe de post-rock canadien, originaire de Montréal, au Québec. Le groupe compte au total deux albums studio, Recording a Tape the Colour of the Light (2005), et As Seen Through Windows (2009).

## Biographie
Le groupe est formé en 1999, à Montréal, au Québec. Sarah Neufeld et Richard Reed Parry sont des membres à part entière de Arcade Fire, alors que Pietro Amato, sans être un membre officiel, se produit en spectacle avec Arcade Fire, en plus d'être membre du trio instrumental montréalais Torngat. Stefan Schneider, Pietro Amato et Sarah Neufeld sont aussi des membres de The Luyas.
Repoussées par le succès de Arcade Fire, dont plusieurs membres de Bell Orchestre font partie, les séances d'enregistrement de leur premier album s'effectuent aux alentours de 2004. Elles seront notamment effectuées aux studios Breakglass de Montréal, au St. Remi Tunnel, et The Hotelz Tango. Ce n'est que le 15 novembre 2005 que paraîtra le premier album du groupe instrumental, Recording a Tape the Colour of the Light. Ce dernier est nommé pour un Juno Award dans la catégorie de meilleur album instrumental. Sur l'agrégateur Metacritic, l'album obtient une note générale de 75 % sur 15 critiques. Certains critiques comme le magazine Spin juge l'album de « pop de chambre sans goût,. »
Un deuxième album parait le 10 mars 2009, intitulé As Seen Through Windows, sous l'étiquette Arts & Crafts, et est enregistré au Soma Electric Studios à Chicago, dans l'Illinois.

## Membres
- Richard Reed Parry - basse
- Sarah Neufeld - violon
- Pietro Amato - cor d'harmonie
- Kaveh Nabatian - trompette
- Stefan Schneider - percussions

## Discographie
- 2005 : Recording a Tape the Colour of the Light (Rough Trade)
- 2009 : As Seen Through Windows (Arts & Crafts)
- 2009 : Who Designs Nature's How: Remixes and Variations (EP) (Arts & Crafts)
- 2021 : House Music (Erased Tapes Records)